# Sueurs froides
Pour les articles homonymes, voir Sueurs froides (homonymie) et Vertigo.
Pour plus de détails, voir Fiche technique et Distribution.
Sueurs froides, souvent désigné sous son titre original Vertigo, est un film américain réalisé par Alfred Hitchcock, sorti en 1958, avec dans les rôles principaux James Stewart et Kim Novak.
Le scénario du film s'inspire du roman D'entre les morts de Boileau-Narcejac, lui même inspiré de Bruges-la-Morte de Georges Rodenbach.
Rencontrant un succès relatif à sa sortie, il est aujourd'hui classé parmi les meilleurs films de l'histoire du cinéma : il se trouve en tête du classement des 100 meilleurs films de l'histoire selon Télérama et à la neuvième place dans la liste AFI's 100 Years...100 Movies en 2007.

## Synopsis
À San Francisco se déroule une tragique course-poursuite sur les toits. Un policier porte secours à l'un de ses collègues en difficulté et meurt en tentant de lui sauver la vie. Le survivant, John Ferguson (dit « Scottie »), est rongé par la culpabilité et en devient acrophobe, ce qui le rend inapte au point de devoir quitter la police. Durant les années qui suivent, il vit de ses rentes, reclus et renfermé, entretenant une relation - devenue amicale - avec Marjorie Wood, dite « Midge » (« Betty » dans la version française), qui est toujours éprise de lui.
Un jour, l'un de ses anciens camarades d'études, Gavin Elster, le contacte pour lui demander de suivre sa jeune épouse de 26 ans prénommée Madeleine. Selon son mari, Madeleine serait possédée par l'esprit de son arrière-grand-mère maternelle, Carlotta Valdes : celle-ci fut abandonnée un siècle plus tôt par son amant et mourut, désespérée, au même âge que celui qu'a Madeleine. Scottie, franchement sceptique, accepte cependant cette proposition pour s'occuper l'esprit.
Au cours de patientes filatures par ailleurs loin d'être discrètes, il constate que Madeleine va se recueillir souvent sur la tombe de son aïeule. Intrigué puis séduit malgré lui, il l'observe longuement. Elle passe de longues heures au musée, silencieuse, assise devant un portrait peint de Carlotta. Elle s'identifie par la suite à la défunte en adoptant sa coiffure élaborée, puis en portant ses bijoux passés de mode — dont un pendentif orné de trois pierres rouges — et en achetant enfin un bouquet de fleurs analogue à celui du modèle. Elle a même loué une chambre dans l'ancienne demeure de la défunte qui est devenue un hôtel.
Un jour, Madeleine se jette dans la baie de San Francisco depuis un parking au pied du pont. Scottie venait de se garer et la suivait non loin. Il se jette à l'eau à son tour pour lui épargner la mort et la ramène chez lui. Il entame le dialogue et cherche à la comprendre. Très vite, ils tombent amoureux. Mais quelque temps après, la jeune femme se rend dans une ancienne mission catholique espagnole qu'elle a fréquentée durant son enfance, une hacienda tenue par des religieuses. Elle grimpe au sommet du clocher, poursuivie par Scottie qui craint un coup de folie, mais qui doit cependant s'arrêter à mi-hauteur des marches, paralysé par son acrophobie. Madeleine se jette dans le vide en hurlant et s'écrase sur le toit d'un bâtiment en contrebas.
Un procès a lieu ensuite à l'issue duquel ni Scottie ni Gavin ne sont reconnus coupables ; le premier de par son acrophobie connue de tous, qui l'a empêché de rejoindre Madeleine à temps, et le second car il cherchait à préserver sa compagne d'une forme de folie familiale dont plusieurs témoignages accréditent la véracité.
Après une très longue hospitalisation pour dépression nerveuse dans un hospice, Scottie retourne sur les lieux qu'il a fréquentés avec Madeleine. Il hallucine et croit la voir partout.
Il croise une passante, Judy (Lucie dans la version française), dont le visage ressemble beaucoup à celui de Madeleine. Fasciné, Scottie l'aborde avec une insistance mêlée de répulsion. Malgré les réticences nettes de Judy, ils entament une relation biaisée et toxique. Scottie cherche à tout prix à la transformer en Madeleine sans prendre en compte l'avis de la jeune femme : il tient à la modeler en son rêve perdu. Il lui achète le même tailleur sophistiqué et lui fait teindre ses cheveux roux en blond. Judy, affligée, le laisse faire.
Dans sa chambre d'hôtel, Judy s'apprête à écrire une lettre à Scottie lui révélant ses sentiments pour lui ainsi que la vérité : elle est la Madeleine qu'il a connue, embauchée par Gavin pour être le sosie de sa femme, afin de faire passer cette dernière comme étrange et dépressive, avec Scottie en bon témoin ; à la hacienda, quand Judy a atteint le sommet du clocher, elle y a rejoint Gavin, qui se trouvait là avec le corps sans vie de la véritable Madeleine, qu'il a précipité dans le vide pour simuler un suicide dont Scottie serait à la fois témoin et moralement responsable, Judy poussant un cri de terreur. Elle confie également ses remords de devoir rester silencieuse, mais, se ravisant, déchire la lettre .
Un soir où le couple s'apprête à sortir en ville, Judy noue autour de son cou un collier, que Scottie reconnaît aussitôt le bijou que Carlotta arbore sur le portrait du musée, et qui était porté par "Madeleine" peu avant sa mort. Il en déduit qu'il s'agit du même bijou, que Gavin aura remis à Judy.
De force, Scottie emmène Judy dans l'église où Madeleine s'est prétendument suicidée. Surmontant son vertige, malgré les suppliques de la jeune femme effrayée il l'entraîne en haut du clocher, et la force a avouer la supercherie. Alors que Judy s'y résout, confirmant les intuitions de l'ancien policier, une ombre apparaît : effrayée, Judy trébuche et tombe du clocher en hurlant. L'ombre était une religieuse ; elle se met aussitôt à sonner le glas de la mort de Judy, tandis que Scottie, ébahi devant le résultat sinistre dont il est responsable en partie, scrute le vide.

## Fiche technique
- Titre : Sueurs froides
- Titre original : Vertigo
- Réalisation : Alfred Hitchcock
- Scénario : Alec Coppel et Samuel Taylor, d'après le roman D'entre les morts de Boileau-Narcejac
- Musique : Bernard Herrmann
- Direction musicale : Muir Mathieson
- Direction artistique : Hal Pereira et Henry Bumstead
- Décors : Sam Comer et Franck McKelvy
- Costumes : Edith Head
- Maquillage : Wally Westmore
- Photographie : Robert Burks et (seconde équipe, non crédités) Loyal Griggs, Irmin Roberts
- Générique et scène du cauchemar : Saul Bass
- Son : Harold Lewis et Winston Leverett
- Montage : George Tomasini
- Production : Alfred Hitchcock et Herbert Coleman
- Sociétés de production : Paramount Pictures et Alfred J. Hitchcock Productions, Inc.
- Société de distribution : Paramount Pictures
- Budget : 2 479 000 USD
- Format : couleurs (Technicolor) - 1,50:1 - mono (Westrex Recording System) - 35 mm (VistaVision)
- Genre : Thriller, romance
- Durée : 128 minutes
- Pays d'origine :  États-Unis
- Langue originale : anglais
- Dates de sortie :
  - États-Unis : 9 mai 1958
  - France : 12 décembre 1958 (Paris), 28 janvier 1959 (sortie nationale) ; 21 mars 1984 (ressortie), 5 mars 1997 (version restaurée 70 mm DTS) (ressortie), 18 décembre 2002 (ressortie)
- Tout public
- Affiches : Saul Bass (États-Unis), Boris Grinsson, Jouineau Bourduge (France), Enzo Nistri (Italie)

## Distribution

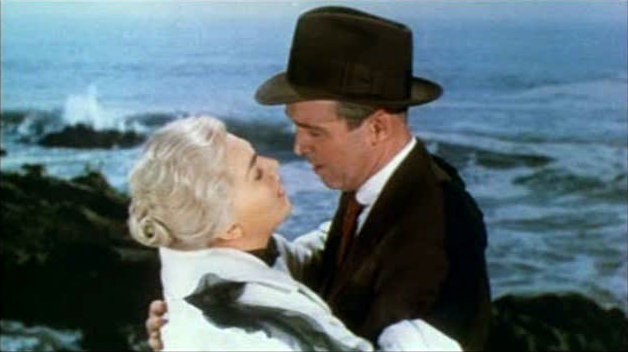
Kim Novak et James Stewart, dans la scène du premier baiser.

- James Stewart (VF : Roger Tréville) : John Ferguson (Scottie)
- Kim Novak (VF : Nadine Alari) : Madeleine Elster / Judy Barton (Lucie Barton dans la version française)
- Barbara Bel Geddes (VF : Lily Baron) : Marjorie Wood (Midge, Betty dans la version française)
- Tom Helmore (VF : Jacques Beauchey) : Gavin Elster
- Henry Jones (VF : Maurice Dorléac) : le coroner
- Raymond Bailey (VF : Maurice Dorléac) : le docteur
- Ellen Corby (VF : Marie Francey) : la tenancière de l'hôtel McKittrick
- Konstantin Shayne : Pop Leibel
- Jean Corbett (doublure de Kim Novak) : la véritable Madeleine Elster
- Sarah Taft : la nonne
- Lee Patrick : la conductrice prise pour Madeleine

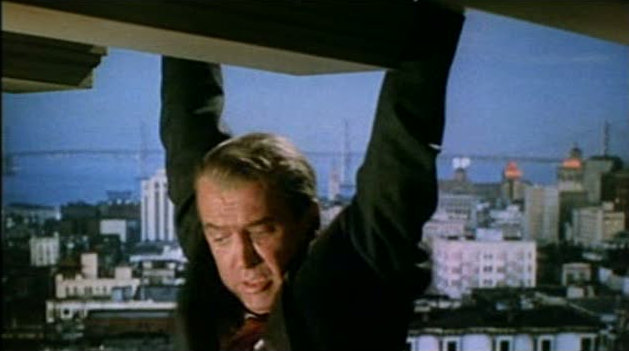
James Stewart
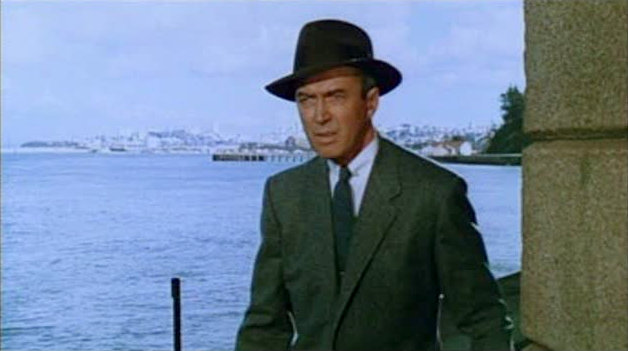
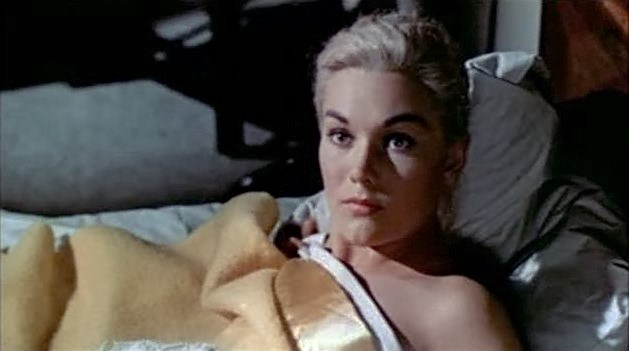
Kim Novak
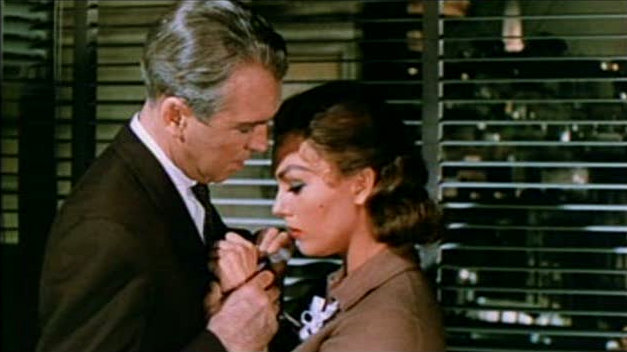

## Production
Lieux de tournage :

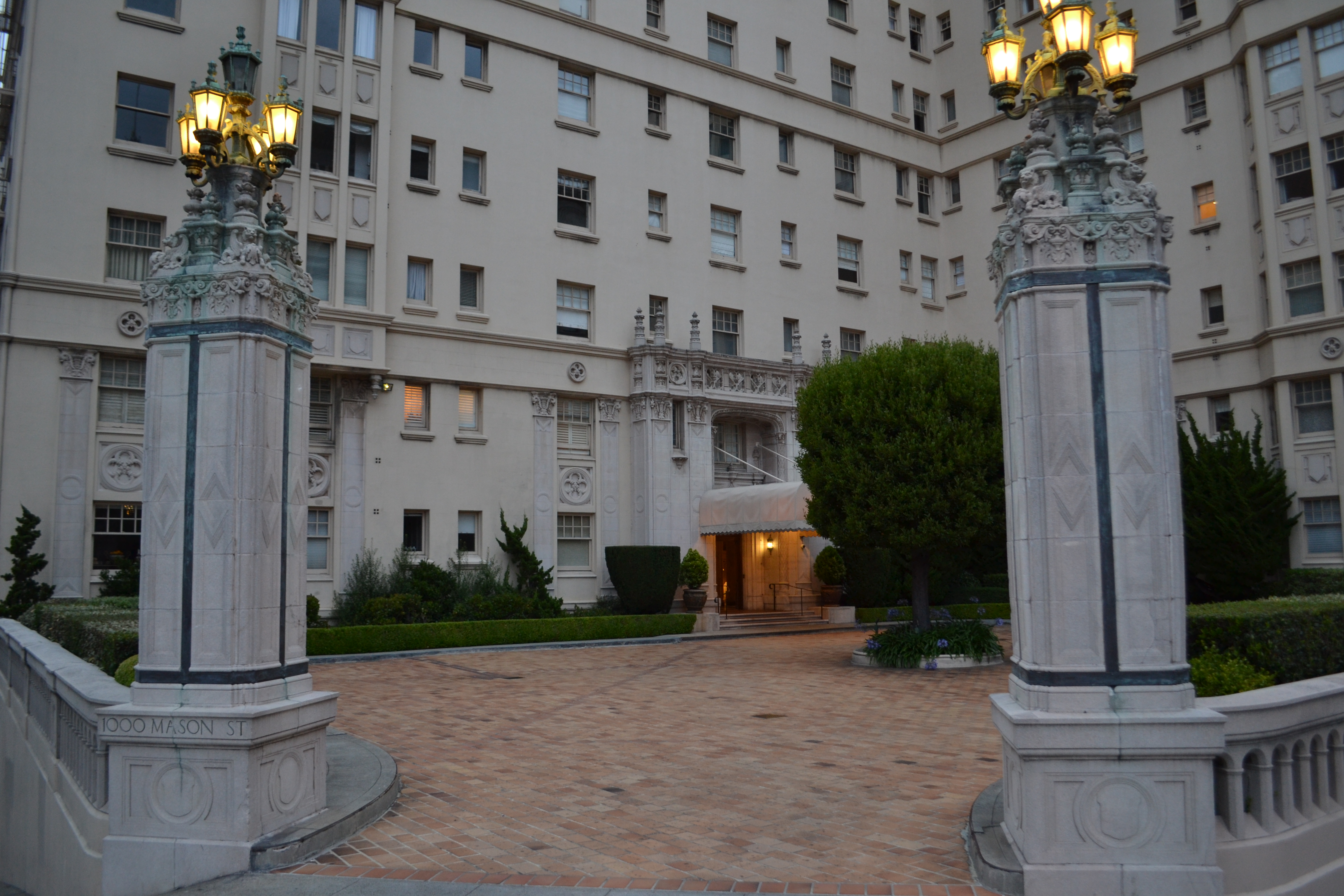
Entrée de l'immeuble de Madeleine Elster, Brockelbank Apartments, San Francisco.

- 900 Lombard Street, San Francisco : appartement de Scottie.

- Hôtel Vertigo, 940 Sutter Street, San Francisco : hôtel Empire, rebaptisé en 2008 en l'honneur du film[4].
- The Brocklebank Apartments, 1000 Mason Street, San Francisco : c'est dans ce bel immeuble de Nob Hill que réside Madeleine.
- Mission Dolores, San Francisco : tombe de Carlotta Valdes.
- Fort Point, sous le pont du Golden Gate : c'est à cet endroit que Madeleine tente de se suicider en se jetant dans les eaux du Pacifique.
- Monument national des bois Muir : une plantation de séquoias sempervirent où Madeleine indique sur la tranche d'un sequoia l'année où elle est née et l'année où elle est morte[5].
- Palais de la Légion d'honneur, San Francisco : le musée où Madeleine regarde le portrait de Carlotta Valdes.
- Mission San Juan Bautista, à 140 km au sud de San Francisco : c'est du clocher de cette église que Madeleine se jette dans le vide.
- Palace of Fine Arts : le monument devant lequel Scottie et Judy passent lors d'une de leurs balades.

## Accueil

### Accueil critique
Le film se classe régulièrement au sommet des classements des meilleurs films de toute l'histoire du cinéma (par exemple dans les revues françaises Positif et Les Cahiers du cinéma).
L'American Film Institute le classe dans la liste des dix meilleurs films américains de tous les temps.
En août 2012, le magazine de cinéma britannique Sight and Sound le classe meilleur film de tous les temps, détrônant ainsi Citizen Kane, qui occupait ce titre depuis 1962.

## Analyse

### Scénario
S'il existe des similitudes entre Bruges-la-Morte (1892) de Georges Rodenbach et le roman D'entre les morts (1954) de Boileau-Narcejac, Alfred Hitchcock n'a jamais nulle part mentionné s'être inspiré du premier.

### La technique au service de la mise en scène
Pour illustrer les scènes de vertige, Alfred Hitchcock utilise la caméra subjective d'une façon particulière. Alors qu’il filme, vers le bas, la profondeur de la cage d’escalier que James Stewart est censé voir avec angoisse, la caméra opère deux mouvements simultanés : un mouvement d’appareil vers l’arrière (travelling arrière) et un zoom avant (augmentation de la longueur focale de l'objectif de la caméra). Le résultat de cet artifice technique appelé travelling contrarié ou effet Vertigo, utilisé ici pour la première fois dans un film, est une image qui se déforme, comme si la cage d’escalier s’allongeait.

## Autour du film
- Le traditionnel caméo d'Alfred Hitchcock intervient à 11 min 35 s : il passe devant le portail d'entrée du chantier naval.
- Hitchcock aurait forcé Kim Novak à faire semblant de se noyer alors qu'il savait qu'elle ne savait pas nager, lors de la scène au Presidio de San Francisco[réf. nécessaire].
- Tourné en VistaVision, le film a été tiré sur film 70 mm avec un son stéréophonique à six pistes magnétiques. La version sur DVD[Lequel ?] utilise également une stéréophonie 5.1 en version originale alors que la version française est uniquement dans la version d'origine mono[réf. nécessaire].
- Le film a été restauré en 1996[11].
- Au vu de son nom et de sa date de naissance marquée sur la tombe (1831), Carlotta Valdes appartient vraisemblablement à la communauté hispano-mexicaine vivant en Californie avant la conquête américaine de 1848 et la colonisation anglo-saxonne. Dans son ouvrage The Common Room, Javier D. Bermudez explique ainsi que le spectre de Carlotta Valdes représente en réalité « un autre fantôme : le passé impérialiste espagnol en Amérique »[12].
- Lire aussi l'analyse du film dans la section Sueurs froides de l'article Kim Novak.

## Postérité